# Aubrey Woods
Aubrey Woods (Londra, 9 aprile 1928 – Barrow-in-Furness, 7 maggio 2013) è stato un attore e cantante britannico.

## Biografia e carriera
Aubrey Woods nacque il 9 aprile 1928 a Londra e studiò al The Latymer School di Edmonton, North London. 
Il suo primo ruolo in un film fu quello di Smike in I misteri di Londra (1947). Il suo ruolo più famoso fu quello di Bill, il negoziante di dolciumi, in Willy Wonka e la fabbrica di cioccolato (1971), in cui cantò la canzone The Candy Man, quasi all'inizio del film. Durante i primi anni '70 collaborò per il musical Trelawny con il suo amico Julian Slade.
Morì nel maggio 2013 all'età di 85 anni a Barrow-in-Furness, nella Cumbria.

## Filmografia parziale
- I misteri di Londra (The Life and Adventures of Nicholas Nickelby), regia di Alberto Cavalcanti (1947)
- The Greed of William Hart, regia di Oswald Mitchell (1948)
- La donna di picche (The Queen of Spades), regia di Thorold Dickinson (1949)
- Guilt Is My Shadow, regia di Roy Kellino (1950)
- Uno strano detective (Father Brown), regia di Robert Hamer (1954)
- Spare the Rod, regia di Leslie Norman (1961)
- A Home of Your Own, regia di Jay Lewis (1964)
- San Ferry Ann, regia di Jeremy Summers (1965)
- Just Like a Woman, regia di Robert Fuest (1967)
- Futtocks End, regia di Bob Kellett (1970)
- Loot, regia di Silvio Narizzano (1970)
- Cime tempestose (Wuthering Heights), regia di Robert Fuest (1970)
- L'abominevole dottor Phibes (The Abominable Dr. Phibes), regia di Robert Fuest (1971)
- Willy Wonka e la fabbrica di cioccolato (Willy Wonka & the Chocolate Factory), regia di Mel Stuart (1971)
- Up the Chastity Belt, regia di Bob Kellett (1971)
- Un mondo maledetto fatto di bambole (Z.P.G.), regia di Michael Campus (1972)
- The Darwin Adventure, regia di Jack Couffer (1972)
- Don't Just Lie There, Say Something!, regia di Bob Kellett (1973)
- Toccarlo... porta fortuna (That Lucky Touch), regia di Christopher Miles (1975)
- E l'alba si macchiò di rosso (Operation Daybreak), regia di Lewis Gilbert (1975)
- Quincy's Quest, regia di Robert Reed (1979)
- La finestra sul delitto (Cloak & Dagger), regia di Richard Franklin (1984)